# Câu lạc bộ bóng chuyền Long An
Câu lạc bộ bóng chuyền Long An (tên gắn với nhà tài trợ hiện tại là Lavie Long An) là một câu lạc bộ bóng chuyền Nam chuyên nghiệp có trụ sở ở Long An, Việt Nam. Đây là đội bóng đang thi đấu tại Giải bóng chuyền vô địch quốc gia Việt Nam. Long An cùng với Thể Công và Ninh Bình là 3 đội bóng Nam có số lần tham gia giải vô địch quốc gia nhiều nhất. Đến hết năm 2024, Long An tham dự 20 mùa giải chuyên nghiệp và từng lọt vào trận chung kết năm 2 lần nhưng chưa từng vô địch Giải bóng chuyền vô địch quốc gia Việt Nam, mặc dù đội đã 3 lần vô địch giai đoạn lượt đi vào các năm 2008, 2010 và 2011. Tại giải VĐQG năm 2024, sau khi thi đấu vòng tròn, Long An thi đấu 8 trận, thắng 3 trận, đạt 8 điểm với tổng số 12 set thắng và 17 set thua, xếp thứ 6 tại vòng tròn và là 1 trong 4 đội tranh trụ hạng, kết quả đội xếp thứ 6 và trụ hạng thành công.

## Thành tích
Tại Giải vô địch bóng chuyền quốc gia Việt Nam:
- Vô địch các mùa giải: chưa có
- Á quân các mùa giải: 2007, 2010
- Hạng ba các mùa giải: 2008, 2009

Tại Giải bóng chuyền cúp Hoa Lư:
- Vô địch các mùa giải: 2008, 2011
- Á quân các mùa giải: chưa có
- Hạng ba các mùa giải: 2012

Tại Giải bóng chuyền cúp Doveco:
 Hạng 3 các mùa giải:2020
Tại Giải bóng chuyền cúp Hùng Vương:
- Vô địch các mùa giải: 2011
- Á quân các mùa giải: 2007
- Hạng ba các mùa giải: 2009, 2010

## Đội hình thi đấu
Cập nhật danh sách tháng 6 năm 2022.
- Huấn luyện viên:  Nguyễn Quốc Vũ
- Trợ lý: Ngô Quốc Bảo, Trịnh Nguyễn Hoàng Huy

Các vận động viên: Nguyễn Mai Hùng Tín, Phạm Thanh Phong, Dương Trung Lương, Huỳnh Nguyễn Bảo Khang, Mai Hữu Bằng, Phạm Minh Jet, Lê Hoài Hậu, Nguyễn Hữu Tài, Phạm Hữu Trường, Nguyễn Văn Anh, Nguyễn Quân Ngọc, Lý Minh Tân, Bùi Văn Mạnh.
- Mùa giải năm 2022:[1] Huấn luyện viên:  Nguyễn Quốc Vũ, Trợ lý: Ngô Quốc Bảo, Trịnh Nguyễn Hoàng Huy. Các vận động viên: Nguyễn Mai Hùng Tín, Phạm Thanh Phong, Dương Trung Lương, Huỳnh Nguyễn Bảo Khang, Mai Hữu Bằng, Phạm Minh Jet, Lê Hoài Hậu, Nguyễn Hữu Tài, Phạm Hữu Trường, Nguyễn Văn Anh, Nguyễn Quân Ngọc, Lý Minh Tân, Bùi Văn Mạnh, Shin Chan Huang, Voeurn Veasna.
- Danh sách VĐV mùa giải 2021: Nguyễn Thanh Hưng, Mai Hữu Bằng, Huỳnh Ngọc Bảo Khang, Lê Hoài Hân, Võ Minh Hòa, Phạm Minh Jet, Nguyễn Mai Hùng Tín, Võ Hoàng Phúc, Lý Minh Tân, Huỳnh Vũ Phương, Phạm Thanh Phong, Nguyễn Trường Giang, Phan Quốc Dư, Nguyễn Hữu Tài